# Yuki Nogami
Yuki Nogami (født 20. april 1991) er en japansk fodboldspiller, som spiller for den japanske fodboldklub Sanfrecce Hiroshima.